# DV Весов
DV Весов (лат. DV Librae) — одиночная переменная звезда в созвездии Весов на расстоянии (вычисленном из значения параллакса) приблизительно 28093 световых лет (около 8613 парсеков) от Солнца. Видимая звёздная величина звезды — от +15,8m до +14,8m.

## Характеристики
DV Весов — пульсирующая переменная звезда типа RR Лиры (RR).